# Franz Rumpler
Pour les articles homonymes, voir Rumpler.
Franz Rumpler (4 décembre 1848 à Tachau en royaume de Bohême - 7 mars 1922 à Klosterneuburg en Autriche) était un peintre de scène de genre autrichien.

## Biographie

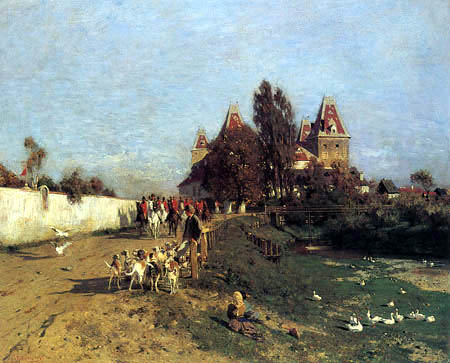
Tour à la chasse à Parforce du château Orth, œuvre de 1874

Après des études à l'Académie des Beaux-Arts de Vienne auprès de Eduard von Engerth (de), il séjourne en Italie de 1871 à 1875) et à Paris en 1879. 
À partir du milieu des années 1890, il dirige la classe de peinture historique à l'Académie impériale des Beaux-Arts Vienne. De nombreux artistes ont, à cette époque, suivi son enseignement : Anton Burtscher, Josef Floch, Wilhelm Victor Krausz (de), Koloman Moser, Franz Cižek, Alois Penz, Josef Stoitzner (de), Viktor Tischler, Karl Tucek, Franz Windhager, etc. 
En 1897, sa plus grande exposition a été inaugurée avec 230 œuvres. Rumpler fut fait cette année citoyen d'honneur de sa ville natale Tachau (aujourd'hui Tachov, en République tchèque). 
Dans sa ville natale, en 1874, l'autel principal de l'église du monastère franciscain a été achevé par lui avec une image de sainte Marie-Madeleine. Rumpler a également représenté à l'huile, en 1895, le monastère franciscain et l'église de Tachau. 
Il passa, à partir de 1904, la dernière période de sa vie à Klosterneuburg. C'est là qu'il fut, en 1906, l'un des fondateurs de la Confédération des artistes locaux. C'est là aussi qu'une rue fut nommée en son honneur. Une artère porte également son nom à Vienne, dans le 16e canton. 
Franz Rumpler est décédé le 7 mars 1922. Il a été inhumé dans une tombe commémorative au cimetière central de Vienne (groupe 0, ligne 1, numéro 90).